# Protodiplatyidae
Famille
Les Protodiplatyidae sont une famille fossile d'insectes de l'ordre des dermaptères (qui comprend aujourd'hui les forficules ou perce-oreilles).

## Répartition
Leurs fossiles sont connus du Jurassique, du Kazakhstan, de Russie, de Chine et du Royaume-Uni, et peut-être du Crétacé inférieur de Chine et de Mongolie selon Fossilworks.

## Description
Ils possèdent des cerques non segmentés et des tarses avec quatre à cinq segments.

## Classification
C'est la seule famille d'archidermaptères (Bey-Bienko, 1936).

### Genres
Les plus archaïques :
- † Archidermapteron Vishniakova, 1980
- † Asiodiplatys Vishniakova, 1980
- † Microdiplatys Vishniakova, 1980
- † Protodiplatys Martynov, 1925

Intermédiaire :
- † Turanovia Vishniakova, 1980

Le plus proche des dermaptères actuels :
- † Dermapteron Martynov, 1925

Il y a des genres fossiles qui ne sont pas des archidermaptères mais qui n'ont pas de places définies.
- † Caririlabia Martins-Neto, 1990
- † Cretolabia Popham, 1990
- † Kotejalabis Engel et Chatzimanolis, 2005
- † Mesoforficula Ping, 1935
- † Sinolabia Zhou et Chen, 1983